# ميكائيل ألفونس دس
ميكائيل ألفونس دس (بالفرنسية: Mickaël Alphonse) (12 يوليو 1989 في فرنسا - ) هو لاعب كرة قدم فرنسي في مركز الدفاع. لعب مع بورغ أون بريس بيروناس ونادي روان ونادي لوهان كويسو ونادي مولان.

## وصلات خارجية
- ميكائيل ألفونس دس على موقع رابطة كرة القدم الفرنسية للمحترفين (الإنجليزية)
- ميكائيل ألفونس دس على موقع قاعدة بيانات كرة القدم.إي يو (الإنجليزية)
- ميكائيل ألفونس دس على موقع ليكيب (الفرنسية)
- ميكائيل ألفونس دس على موقع ناشيونال فوتبول تيمز (الإنجليزية)
- ميكائيل ألفونس دس على موقع Soccerway.com (الإنجليزية)
- ميكائيل ألفونس دس على موقع عالم كرة القدم.نت (الإنجليزية)